# プノン・クーレン
プノン・クーレン（クーレン山、Phnom Kulen 〈Phnom Koulen, Phnum Kulén〉、英語: Koulen Mountain、クメール語: ភ្នំគូលែន、「ライチの山」の意）は、カンボジアのシェムリアップ州に位置する山岳地帯である。

## 地勢
プノン・クーレンは、丘というよりはむしろダンレク山地の南に横たわる穏やかな高さの小山の台地が独立した小山脈である。シェムリアップの北東約40キロメートルに位置し、その範囲は北西-南東（西北西-東南東）約30キロメートルにおよぶ。
その最頂地点は487メートルである。プノン・クーレンの標高は比較的一定で、連なりのすべてにわたって平均およそ400メートルであるが、南東側に向けてやや高い。
地質学的にプノン・クーレンは砂岩で形成される。アンコール時代の採石場として重要であり、その主要な採石場が、山塊の東南方向に位置していた。

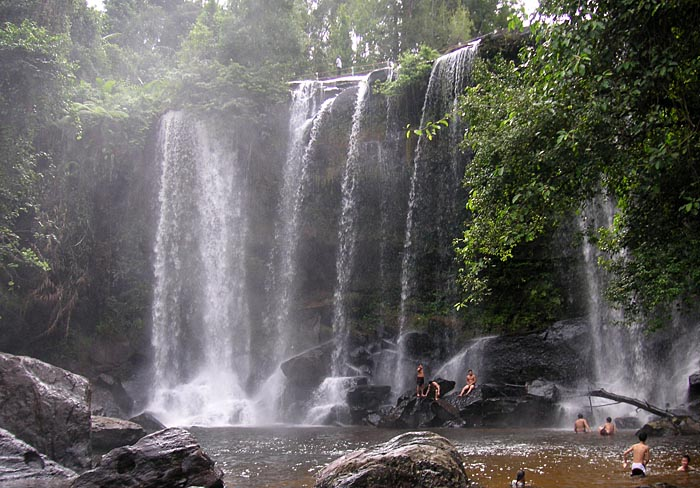
プノン・クーレンの大滝

チュ・プリア (Chup Preah) が、小川として山の渓谷に流れ込んでいる。プノン・クーレンには主となる2つの滝がある。第1の滝は高さ4-5メートル、幅20-25メートル。第2の滝は高さ15-20メートル、幅10-15メートルであり、これらの値は乾季および雨季による。

## 保護地域
プノン・クーレン国立公園の保護地域が、スヴァイ・レン (Svay Len) とヴァ・リン (Va Rin) の区域にまたがってある。その目的は、いくつかの素晴らしい滝のような、プノン・クーレンの山の自然的景観の要素を保全するための科学および活動である。

## 歴史と信仰
プノン・クーレンは、アンコール・ワットの北東30キロメートルに位置し、その名は「ライチの山」（英語: "Mountain of the Lychees"）を意味する。この連なる山上に聖なる高丘の地がある。
プノン・クーレンは、カンボジアにおいて聖なる山と見なされ、巡礼に山を訪ねるヒンドゥー教徒や仏教徒にとって特別な宗教的意義がある。またそこは王ジャヤーヴァルマン2世が、西暦紀元802年にジャワからの独立を宣言した場所がプノン・クーレンであったことから、古代クメール王朝の発祥の地として、カンボジア人に対して大きな象徴的重要性を持つ。

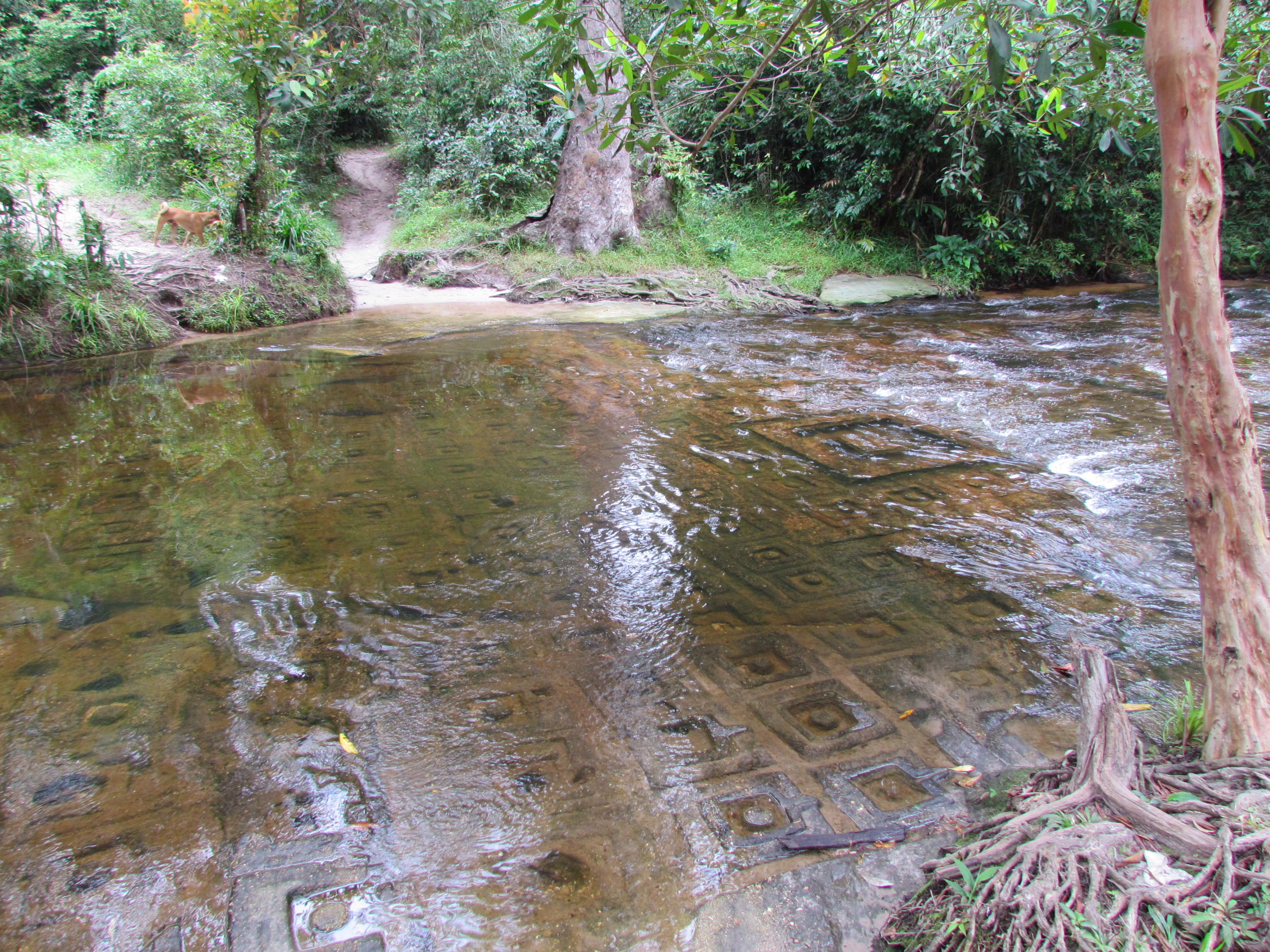
プノン・クーレンの1000本リンガ

ジャヤーヴァルマン2世は、802年より王の崇拝、リンガ礼拝を起こし、かつクメールが従属状態であったジャワからの独立を宣言した（これが実際の「ジャワ (Java)」、もしくは「ラヴァ (Lava)」〈ラオスの王国〉）であったかは議論がある）。プノン・クーレンは、アンコール時代の碑文より、マヘンドラパルヴァタ（大インドラの山）として知られている。
一帯は、その豊沃を象徴する彫刻と、ヒンドゥー教徒にとって特別な意味を持つその水域で知られる。1000余りの小彫刻が、水面下わずか5センチメートルの砂岩の川床に刻み込まれている。その水域は、ジャヤーヴァルマン2世が川で水浴するために選ばれたとされ、神聖視されている。また、そこは石の床に彫刻できるように迂回させる川があった。彫刻には、ヒンドゥー教の神ヴィシュヌが、彼のヘビであるアナンタ（シェーシャ）の上に横たわり、彼の足元には妻ラクシュミーがいる石の描出や、ハスの花が、神ブラフマーのへその位置から伸び出しているものなどがある。川はやがて滝と滝壺に終わる。

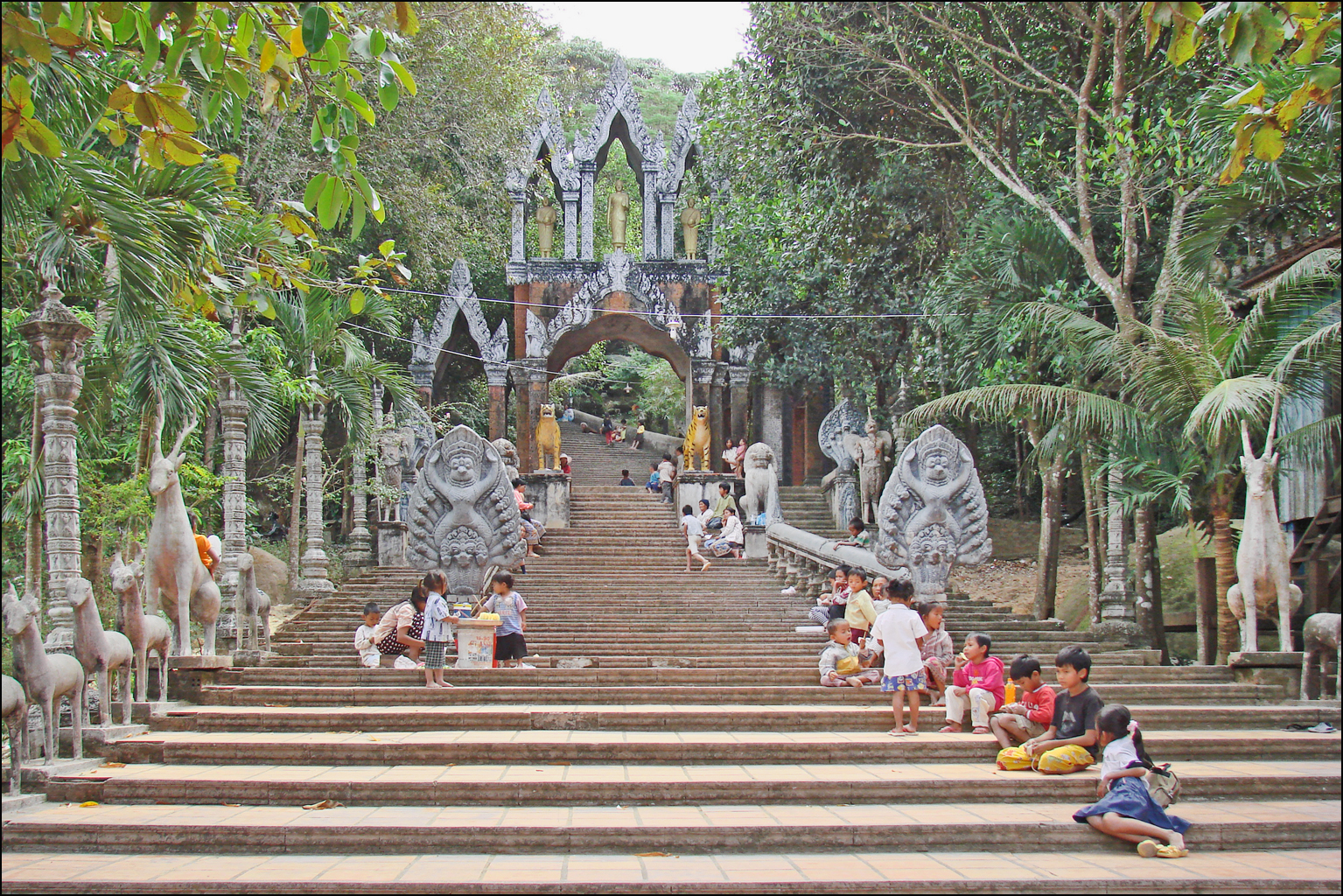
プリア・アン・トムへの参道

近くには16世紀の磨崖仏プリア・アン・トム (Preah Ang Thom) を安置する寺院（パゴダ）があり、巨岩の上に彫られた全長8メートルとなる国内最大の巨大な涅槃仏は注目に値する。
サムレ (Samré) 族が、かつて砂岩を採石するプノン・クーレンの端に住み、国王の都にそれを輸送した。また、クメール・ルージュは、彼らの政権が1979年より最後を迎えるまで、最終的な砦としてのその場所を使用していた。

### 世界遺産評価
この地域は、1992年9月1日にユネスコの世界遺産暫定リストの文化カテゴリに追加された。